# وايكروس
وايكروس (بالإنجليزية: Waycross, Georgia)‏ هي مدينة تقع في مقاطعة بيرس، جورجيا, مقاطعة وير، جورجيا بولاية جورجيا في الولايات المتحدة. تبلغ مساحة هذه المدينة 30.3 (كم²)، وترتفع عن سطح البحر 40 م، بلغ عدد سكانها 14725 نسمة في عام 2010 حسب إحصاء مكتب تعداد الولايات المتحدة.

## أعلام
- جيرالد وليامز
- سونورا ويبستر كارفر
- كارولين ميلر
- برنل روبرتس
- دون ولز
- تايلور سميث

## وصلات خارجية
- http://www.waycrossga.com
- Cities & Counties - Georgia.gov